# Coppa Italia di Serie A2 2014-2015 (calcio a 5)
La Coppa Italia di Serie A2 2014-2015 è stata la 16ª edizione della manifestazione riservata alle formazioni di Serie A2 di calcio a 5. La final eight è stata organizzata dalla società CAME Dosson Calcio a 5 presso il PalaTeatro di Villorba, grazie alla collaborazione del Futsal Villorba e il sostegno delle istituzioni locali e regionali. La manifestazione sarà ufficialmente presentata giovedì 5 marzo a Dosson di Casier con un evento in programma presso la sede della CAME Group. Alla manifestazione erano qualificate d'ufficio le prime quattro squadre classificate di ciascun raggruppamento al termine del girone d'andata ovvero:
| Girone A | Girone A     | Girone B | Girone B           |
| 1        | Orte         | 1        | Salinis            |
| 2        | Cagliari     | 2        | Atletico Belvedere |
| 3        | PesaroFano   | 3        | Cogianco           |
| 4        | CAME Treviso | 4        | Isola              |

## Sorteggio
Il sorteggio è stato effettuato il giorno 23 febbraio alle ore 12 presso la sede della Divisione Calcio a 5; nei quarti le prime due classificate al termine dell'andata del girone A erano abbinabili con la terza e la quarta classificata del girone B mentre le prime due in graduatoria del girone B potevano essere accoppiate con la terza e la quarta del girone A. La finale si è giocata domenica 8 marzo ed è stata trasmessa in diretta televisiva da Rai Sport 2.

## Tabellone
|  | Quarti di finale   | Quarti di finale   | Quarti di finale |              |            | Semifinali | Semifinali | Semifinali |  |  | Finale | Finale | Finale |  |
|  |                    |                    |                  |              |            |            |            |            |  |  |        |        |        |  |
|  | Cagliari           | Cagliari           | 1                |              |            |            |            |            |  |  |        |        |        |  |
|  | Cagliari           | Cagliari           | 1                |              |            |            |            |            |  |  |        |        |        |  |
|  | Isola              | Isola              | 3                |              |            |            |            |            |  |  |        |        |        |  |
|  | Isola              | Isola              | 3                |              | Isola      | Isola      | 5 (7)      |            |  |  |        |        |        |  |
|  |                    |                    |                  |              | Isola      | Isola      | 5 (7)      |            |  |  |        |        |        |  |
|  |                    |                    | Orte             | Orte         | 5 (8)      |            |            |            |  |  |        |        |        |  |
|  | Orte               | Orte               | Orte             | Orte         | 5 (8)      | 5 (8)      |            |            |  |  |        |        |        |  |
|  | Orte               | Orte               |                  |              |            |            |            |            |  |  |        |        |        |  |
|  | Cogianco           | Cogianco           | 5 (6)            |              |            |            |            |            |  |  |        |        |        |  |
|  | Cogianco           | Cogianco           | 5 (6)            |              | Orte       | Orte       | 7 (7)      |            |  |  |        |        |        |  |
|  |                    |                    |                  |              |            |            |            |            |  |  |        |        |        |  |
|  |                    |                    | PesaroFano       | PesaroFano   | 7 (9)      |            |            |            |  |  |        |        |        |  |
|  | Atletico Belvedere | Atletico Belvedere | PesaroFano       | PesaroFano   | 7 (9)      | 2          |            |            |  |  |        |        |        |  |
|  | Atletico Belvedere | Atletico Belvedere |                  |              |            |            |            |            |  |  |        |        |        |  |
|  | PesaroFano         | PesaroFano         | 3                |              |            |            |            |            |  |  |        |        |        |  |
|  | PesaroFano         | PesaroFano         | 3                |              | PesaroFano | PesaroFano | 2          |            |  |  |        |        |        |  |
|  |                    |                    |                  |              | PesaroFano | PesaroFano | 2          |            |  |  |        |        |        |  |
|  |                    |                    | CAME Treviso     | CAME Treviso | 1          |            |            |            |  |  |        |        |        |  |
|  | Salinis            | Salinis            | CAME Treviso     | CAME Treviso | 1          | 4          |            |            |  |  |        |        |        |  |
|  | Salinis            | Salinis            |                  |              |            |            |            |            |  |  |        |        |        |  |
|  | CAME Treviso       | CAME Treviso       | 7                |              |            |            |            |            |  |  |        |        |        |  |

## Risultati

### Quarti di finale[3]
| Arbitri: | Francesco Scarpelli (Padova) Luca Bizzotto (Castelfranco Veneto) |
| Crono:   | Michele Ronca (Rovigo)                                           |

|                  |           |                                              |
| V. López 17'34’’ | Marcatori | 6'34"’, 36'57"’ Yoshifumi 13'50"’ Marcelinho |

| Arbitri: | Leonardo Gaetani (San Benedetto Del Tronto) Natale Mazzone (Imola) |
| Crono:   | Alberto Vantini (Verona)                                           |

|                                                                          |                      |                                                                            |
| Sampaio 5'19"’, 18'00"’ Scandolara 33'50"’, 37'23"’ Arrizabalaga 36'25"’ | Marcatori            | 16'40"’ Borsato 24'05"’ Vizonan 26'24"’, 30'23"’ Teixeira 34'38"’ Paulinho |
| Egea Sampaio Scandolara                                                  | Tiri di rigore 3 – 1 | Everton Borsato                                                            |

| Arbitri: | Luca Vincenzo Caracozzi (Foggia) Wladimir Dante (Ciampino) |
| Crono:   | Simonetta Romanello (Padova)                               |

|                                      |           |                                                  |
| Jelavić 0'22"’ (aut.) Batata 25'54"’ | Marcatori | 13'35"’ Jelavić 32'16"’ Ganzetti 39'05"’ Perišić |

| Arbitri: | Stefano Mezzadri (Parma) Vincenzo Giannantonio (Campobasso) |
| Crono:   | Giulio Colombin (Bassano del Grappa)                        |

|                                                 |           |                                                                                                   |
| Perri 23'14"’, 35'11"’, 36'08"’ Caetano 34'21"’ | Marcatori | 0'53"’ Bellomo 6'33"’ Crescenzo 18'51"’, 39'25"’, 39'45"’ Bordignon 22'39"’ Laino 38'58"’ Belsito |

### Semifinali[4]
| Arbitri: | Alessandro Merenda (Reggio Calabria) Donato Lamanuzzi (Molfetta) |
| Crono:   | Calogero Castellino (Treviso)                                    |

|                                                                  |                      |                                                                |
| Moreira 1'44"’ Marcelinho 9'55"’, 25'17"’ Zoppo 14'35"’, 15'30"’ | Marcatori            | 15'44"’, 19'54"’, 29'52"’ Sampaio 30'19"’ Vavá 39'35"’ Puertas |
| Zoppo Yoshifumi Marcelinho Lutta                                 | Tiri di rigore 2 – 3 | Egea Sampaio Arrizabalaga Vavá                                 |

| Arbitri: | Antonino Tupone (Lanciano) Rocco Morabito (Vercelli) |
| Crono:   | Biagio Carbone (Mestre)                              |

|                                          |           |                 |
| Perišić 11'51'’ Bordignon 18'28'’ (aut.) | Marcatori | 27'10'’ Belsito |

### Finale[5]
| Arbitri: | Ettore Quarti (Imperia) Filippo Vidotto (San Donà di Piave) Fabrizio Burattoni (Lugo di Romagna) |
| Crono:   | Gino Simonazzi (Reggio Emilia)                                                                   |

| |                      | |
| Cesaroni 11'36"’, 14'35"’, 27'36"’ Egea 24'23"’ Sampaio 25'15"’, 31'16"’ Puertas 37'35"’ | Marcatori            | 1'17"’, 18'11"’, 48'02"’ Lamedica 13'53"’ Ganzetti 14'35"’ Matošević 32'11"’ Tonidandel 48'56"’ Perišić |
| Egea Sampaio | Tiri di rigore 0 – 2 | Jelavić Tonidandel |
| · Eduardo Bragaglia · Marcelo Vendrame · Conrado Sampaio · Juan Puertas · Paolo Cesaroni · Juanpe Arrizabalaga · Thomas Egea · Vavá · Manuel D'Annibale · Matteo Ennas · Federico Pesciaroli · You Nouss Guennounna | Formazioni           | · Diego Moretti · Vedran Matošević · Stjepan Perišić · Felipe Tonidandel · Giacomo Lamedica · Massimo D'Angelo · Tommaso Bonci · Diego Ugolini · Toni Jelavić · Michele Cuomo · Andrea Ganzetti · Jacopo Dionisi |
| Ramiro López | Allenatori           | Roberto Osimani |

## Classifica marcatori
| Gol |  |  | Giocatore            | Squadra            |
| --- |  |  | -------------------- | ------------------ |
| 7   |  |  | Conrado Sampaio      | Orte               |
| 3   |  |  | Michele Bordignon    | CAME Treviso       |
| 3   |  |  | Paolo Cesaroni       | Orte               |
| 3   |  |  | Giacomo Lamedica     | PesaroFano         |
| 3   |  |  | Marcelinho           | Isola              |
| 3   |  |  | Stjepan Perišić      | PesaroFano         |
| 3   |  |  | Juan Cruz Perri      | Salinis            |
| 2   |  |  | Pablo Belsito        | CAME Treviso       |
| 2   |  |  | Andrea Ganzetti      | PesaroFano         |
| 2   |  |  | Juan Puertas         | Orte               |
| 2   |  |  | Cristiano Scandolara | Orte               |
| 2   |  |  | Rodrigo Teixeira     | Cogianco           |
| 2   |  |  | Alessandro Zoppo     | Isola              |
| 1   |  |  | Juanpe               | Orte               |
| 1   |  |  | Batata               | Atletico Belvedere |

| Gol |  |  | Giocatore             | Squadra      |
| --- |  |  | --------------------- | ------------ |
| 1   |  |  | Erick Bellomo         | CAME Treviso |
| 1   |  |  | Luiz Henrique Borsato | Cogianco     |
| 1   |  |  | Victor Hugo Caetano   | Salinis      |
| 1   |  |  | Riccardo Crescenzo    | CAME Treviso |
| 1   |  |  | Thomas Egea           | Orte         |
| 1   |  |  | Toni Jelavić          | PesaroFano   |
| 1   |  |  | Raphael Laino         | CAME Treviso |
| 1   |  |  | Víctor López          | Cagliari     |
| 1   |  |  | Vedran Matošević      | PesaroFano   |
| 1   |  |  | Marcelo Moreira       | Isola        |
| 1   |  |  | Paulinho              | Cogianco     |
| 1   |  |  | Felipe Tonidandel     | PesaroFano   |
| 1   |  |  | Vavá                  | Orte         |
| 1   |  |  | Lucas Vizonan         | Cogianco     |
| 1   |  |  | Nagai Yoshifumi       | Isola        |